# 近鉄百貨店草津店
近鉄百貨店草津店（きんてつひゃっかてん　くさつてん）は、滋賀県草津市にある滋賀県唯一の百貨店である。近鉄百貨店が運営している。
この項目では草津近鉄百貨店や、中部近鉄百貨店草津店だった時代についても述べる。

## 概要
草津駅東側の再開発の一環として、1997年9月5日にJR草津駅前へ開業した。京都近鉄百貨店（旧・丸物）の子会社である「株式会社草津近鉄百貨店」が設立され、京都近鉄百貨店 京都店・岐阜近鉄百貨店と一体的な運営を行っていた。
その後、中部近鉄百貨店への移管を経て、近鉄百貨店草津店となった。2020年には自社がフランチャイズ運営する店舗の誘致など大々的なリモデルを行い、同年8月31日に当店より売上・立地が悪かった大津市の西武大津店が閉店して以降は滋賀県唯一の百貨店となった。また、これによって滋賀県は郡山市にうすい百貨店がある福島県と並んで、県庁所在地以外に「百貨店が1か所だけ存在する県」になっている。
草津駅とはペデストリアンデッキで繋がっている。

## 年表

### 開業まで
- 1978年（昭和53年）3月1日 - 京都近鉄百貨店本店、滋賀県草津市「米善ビル」内に外商草津出張所を開設
- 1984年（昭和59年）12月1日 - 草津外商出張所を移転
- 1989年（平成元年）9月 - 京都近鉄百貨店 草津ショップ開業
- 1991年（平成3年）6月15日 - 京都近鉄百貨店 草津店（仮称）の出店を草津駅東口開発委員会が発表
- 1992年（平成4年）9月 - 出店断念の動きが出始め、一度地元との関係が悪化
- 1993年（平成5年）
  - 4月20日 - 同年2月期の決算発表の場で京都近鉄百貨店の副社長が出店断念を表明
  - 5月27日 - 京都近鉄百貨店の新社長（髙田多喜男）が出店計画を白紙に戻さないと表明し、出店の動きを継続
- 1994年（平成6年）
  - 2月 - 草津市、国鉄清算事業団所有地の転売と従来の計画に代わる百貨店誘致を表明
  - 5月31日 - 近鉄グループが上記の土地を購入し、京都近鉄百貨店が百貨店、近鉄不動産がマンションを建設すると発表
- 1996年（平成8年）2月2日 - 近鉄百貨店、京都近鉄百貨店、近鉄不動産の3社が共同出資する「株式会社草津近鉄百貨店」（浅田直実社長）を設立
  - 翌年10月1日の開業を予定していた

### 開業後
- 1997年（平成9年）9月5日 - 草津近鉄百貨店が開業
- 2009年（平成21年）
  - 3月1日 - 株式会社中部近鉄百貨店が株式会社近鉄百貨店に合併
    - 当店も近鉄百貨店の直営店となった

  - 3月5日 - 第1回の新規リモデルで婦人向けや食品の新規ブランドが出店
- 2020年（令和2年）
  - 2月21日 - 東急ハンズフランチャイズ店「プラグス マーケット(Plugs Market)」開業により、2階のリニューアルが完了
  - 同日、 「滋賀県および株式会社近鉄百貨店との産業振興等に関する協定」締結と「全館まるごと！ 滋賀フェア」オープニングセレモニー実施
  - 8月31日 - 西武大津店（西武大津ショッピングセンター）閉店。県内唯一の百貨店となる
- 2021年（令和3年）3月8日 - 三井住友銀行草津支店が3階に開業

## 出店までの経緯
当店の開業は一度の出店断念と賃料引き下げなどの交渉を経て、最後は草津市による新たな土地の確保と京都近鉄百貨店社長（当時）・髙田多喜男の後押しで実現した。

### 前史

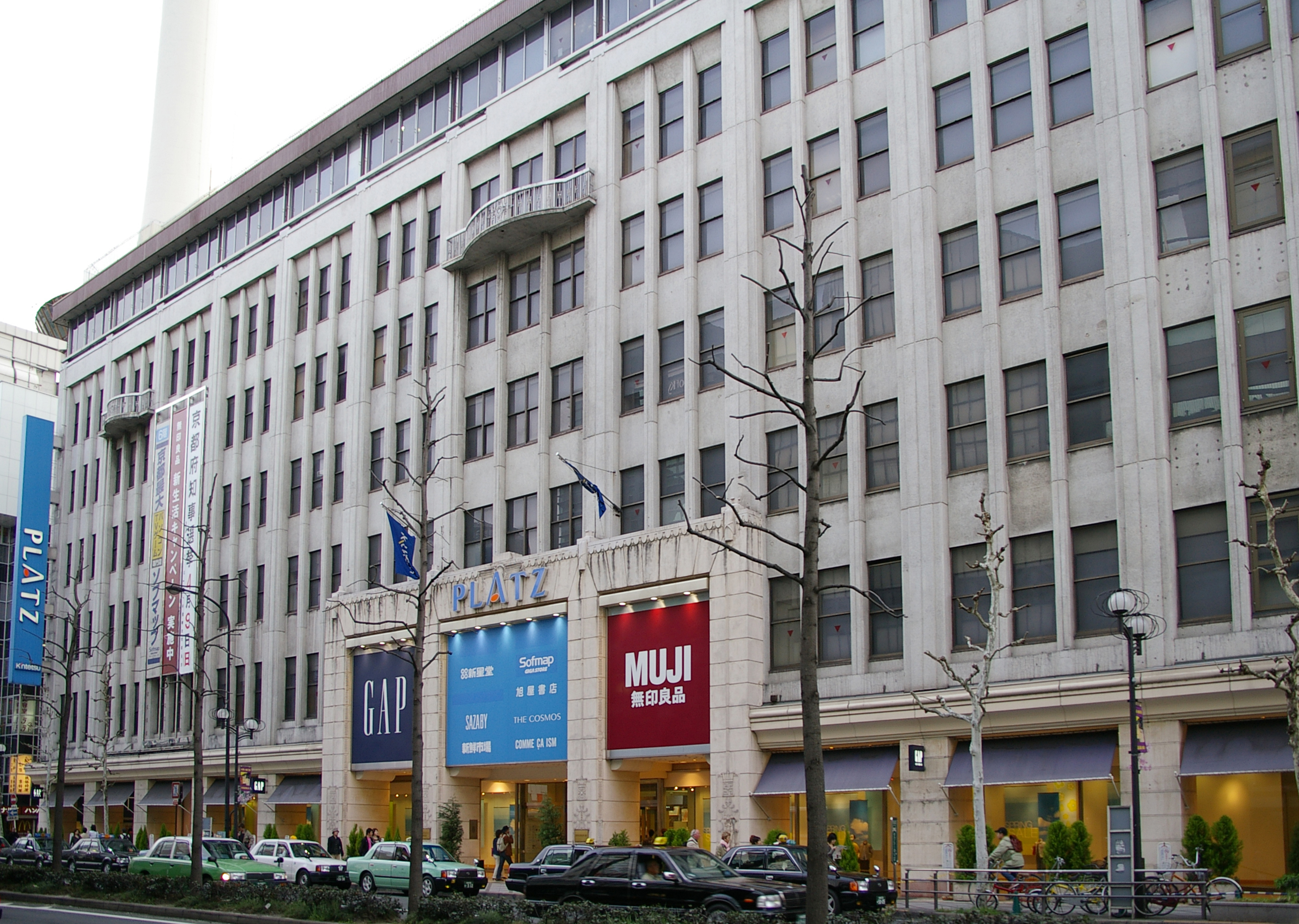
京都近鉄百貨店 京都店（本店）

草津市における近鉄百貨店の歴史は、近隣の京都市に本店（のちの近鉄百貨店京都店）を置いていた京都近鉄百貨店（旧・丸物、通称：京都近鉄）が1978年（昭和53年）に本店 外商草津出張所を開いたのが始まりである。
この外商出張所は1984年（昭和59年）に移転したあと、1989年（平成元年）9月にはサテライトショップとなった 。この後、滋賀県内には3か所展開したほか、長岡天神駅前や亀岡駅前など京都府内にも出店した。

### 1991年の計画
それからわずか2年弱の1991年（平成3年）6月15日には、草津駅東口開発委員会から京都近鉄百貨店 草津店（仮称）の出店が発表された。近鉄流通グループ（京都近鉄百貨店、近鉄百貨店など）、清水建設、近鉄不動産、三井建設で構成するKUSATU EAST共同企業体グループが総事業費約329億円をかけて、面積約6,000m2の敷地に延床面積47,800m2の建物を建てる予定だった。百貨店部分の延床面積は32,100m2、駐車場は地下に350台と考えられていた。
草津市は古くから交通の要衝として栄え、人口増が続いている。しかし、高度経済成長期以降は交通網の発達が仇となって市内の小売業年間販売額の規模は人口ほど増加していなかった。1990年代になると消費流出、特に若年層の京阪神地区への消費流出が激しくなって年間販売額は下がり始めた。さらに、浜大津駅前の再開発で髙島屋が出店したり、京都駅ビルにJR京都伊勢丹が入居する事への危機感もあったため、10年前に平和堂が駅西口へ進出したときに比べると目立った反対運動もなく、「エルティ932」の開業や当店の出店計画はおおむね歓迎ムードであった。

### 当初の出店計画断念
しかし、バブル崩壊によって経営環境が大幅に変化し、1992年（平成4年）9月中旬には京都近鉄百貨店は出店計画断念を地元に伝えたと報じられる。地元は近鉄側との調整を行っている最中で、既に発表があった髙島屋の大津出店断念（のちの明日都浜大津）と同様、京都市との競争上不利になるとして、開発委員会や草津市は大いに懸念した。
開発委員会は同月17日、「近鉄百貨店は草津駅前への出店を断念していない」と発表したが、京都近鉄百貨店側は「今の景気情勢から計画継続は困難」と表明し、混乱が生じた。
10月16日には、京都近鉄百貨店が土地賃借料の大幅引き下げなど条件面の変更を地元地権者（20人）に要請していると表明した。出店発表時との経営環境の変化が理由で、京都近鉄副社長の原田達雄は「地元側が交渉条件を譲らなければ、当社を含め、グループは再開発事業から手を引くこともあり得る」と述べた。京都近鉄は京都店の改築、近鉄百貨店は桃山店の出店への投資もあって草津出店への余力はなかったと報じられている。

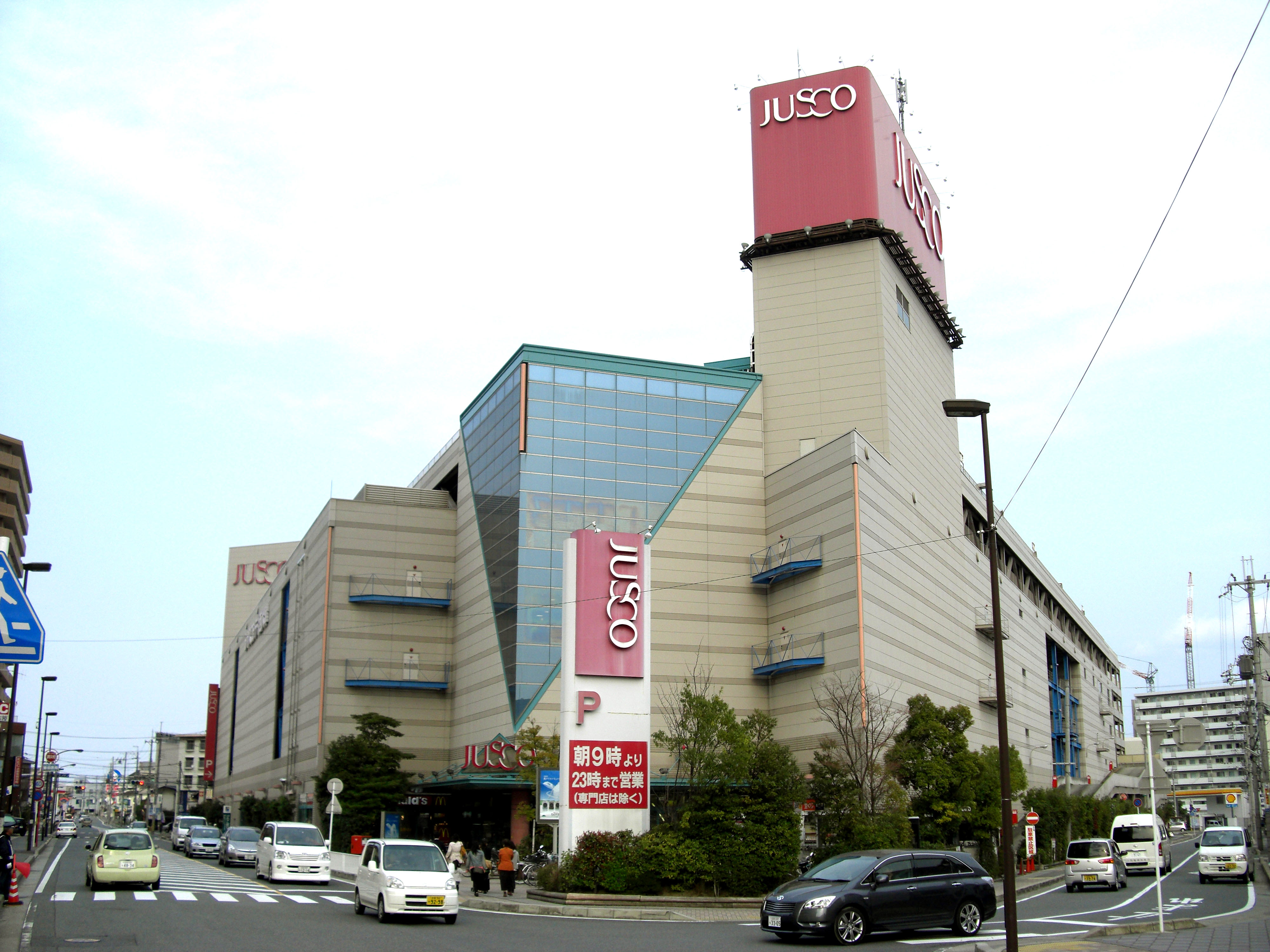
開業時のジャスコシティ西大津（現在のイオンスタイル大津京)

このように京都近鉄による出店は二転三転し、百貨店出店の取りやめ、（出店前提の）入居条件見直し、計画自体の白紙化と態度を変え、地元の反発を招いた。
ところで、大手スーパーのジャスコは1990年5月末の大店法の適用緩和後に西大津駅前ショッピングセンターの出店を表明し、翌年夏までに三条申請（建物設置者の届け出）を結審している。この時点では「開店日は1992年5月以降」となっていたところ、その後五条申請が遅れていた。しかし、この近鉄流通グループの進出断念との報道や、髙島屋の浜大津出店が断念されたことを受け、「競合がなくなり出店にはむしろ好影響」として、ジャスコは五条申請を出し、ジャスコシティ西大津（現在のイオンスタイル大津京）の開業が近づくことになった。ジャスコも西大津店が県内初の進出となるため、計画当初は「スーパーと百貨店の中間の“ジュニア・デパート”」としたいと考えており、百貨店の出店断念を好機ととらえたのだった。

### 髙田多喜男による交渉
1993年（平成5年）4月20日にあった京都近鉄の1993年2月期決算発表では、当時副社長の原田達雄が「個人消費の回復のめどが立たず、計画から撤退する」と述べ、これでいったん出店は断念したと言われていた。
しかし、1993年5月27日付けで計画に消極的だった井上素夫社長と原田副社長が五月下旬に退陣して、近鉄百貨店副社長だった高田多喜男が京都近鉄の社長に就任した。髙田は6月1日、京都市内で記者会見し、地元との交渉に問題があったことは認めつつ、出店は白紙に戻さない考えで「もう一度、行政や地権者と話し合いたい」と主張している。京都近鉄幹部の間では、バブル崩壊で採算性を懸念する慎重派と、百貨店が全くない草津市内に戦略的に出店は必要とする計画推進派が対立していたものの、計画推進派がリードすることになった。

### 隣接地への百貨店誘致
1994年2月になると、草津市の側も新たな展開を見せる。国鉄清算事業団が所有する17,000m2の土地を翌月末に草津市開発公社が約80億円で買い上げ、近鉄百貨店も含めた在阪の有力百貨店を誘致することになった。新たな土地はより広く、利便性も高いので「市民が最も望んでいる百貨店をメイン施設にしたい」と市は訴えている。一方、これまで京都近鉄の出店を巡るトラブルが起きていた土地は百貨店以外の活用法を考えるとした。
ここが現在の近鉄百貨店草津店が立地する場所である。

### 京都近鉄百貨店の出店が内定

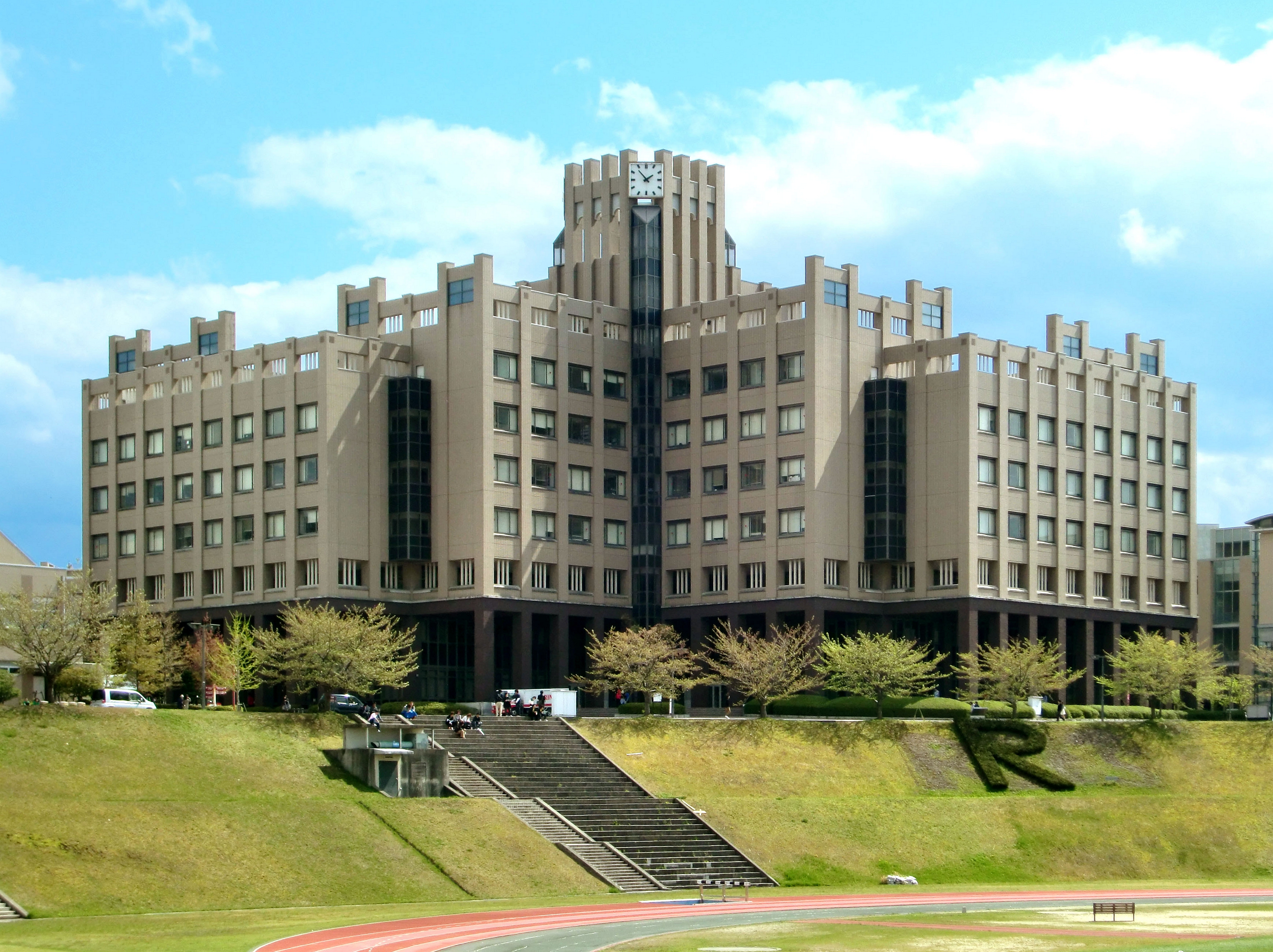
立命館大学びわこ・くさつキャンパス

5月31日には草津市は土地を近鉄グループに転売し、京都近鉄百貨店が百貨店、近鉄不動産がマンションを建設すると発表された。この年の春、立命館大学がびわこ・くさつキャンパスを市内に開設したこと、近鉄グループの従業員が草津市内に多いことが一度断念した出店の決め手となった。

草津市はこれまで百貨店がないため、「地域の顔がない」と言われ、百貨店のある大津市や京都市はおろか、近江八幡駅直結の近江八幡サティ（現在のイオン近江八幡ショッピングセンター）がある近江八幡市にすら消費流出が起きていた。しかし、草津駅周辺の商業集積は徐々に進みつつあり、既存の商業施設に加え、西口では平和堂を核とする大型SC「アヤハプラザ」（仮称、現在のエイスクエア）が1995年秋開業を目指し準備を進めているため、商業集積が一気に加速することになった。このため、逆に草津駅前に周辺都市からの消費者が流入することも期待され始めた。

### 草津近鉄百貨店の設立
これまでは京都・岐阜（柳ヶ瀬）と並ぶ京都近鉄百貨店の1店舗としての出店が考えられていたが、1996年2月2日、近鉄百貨店、京都近鉄百貨店、近鉄不動産の3社が共同出資する「株式会社草津近鉄百貨店」（浅田直実社長）を設立し、1997年10月1日に開業すると発表した。2月6日に建設着工し、地上7階、地下1階建て、事業費は94年5月末に報じられていた半分の150億円。約23,000m2の売場面積は当時県内最大の商業施設だった西武百貨店大津店とほぼ同等の規模である。また、当店の建設を含めた再開発「イーストプラザ・草津」の一環として、近鉄不動産は当店の北側に地上14階建ての高層マンション「ローレルコート草津」（総戸数257戸）を建設することになった。

### 湖南の流通戦争本格化
滋賀県湖南地域では、当店に加え、大津PARCO（1996年（平成8年）11月2日開業、現在のOh!Me大津テラス）や「明日都浜大津」への浜大津OPA（1998年（平成10年）3月27日開業・2004年（平成16年）3月31日撤退）の開業や、西武百貨店大津店の全面改装などが重なったため「湖南の流通戦争本格化」として今後の行方に注目が集まった。

## 開業から現在へ

### 地域密着型百貨店が開業

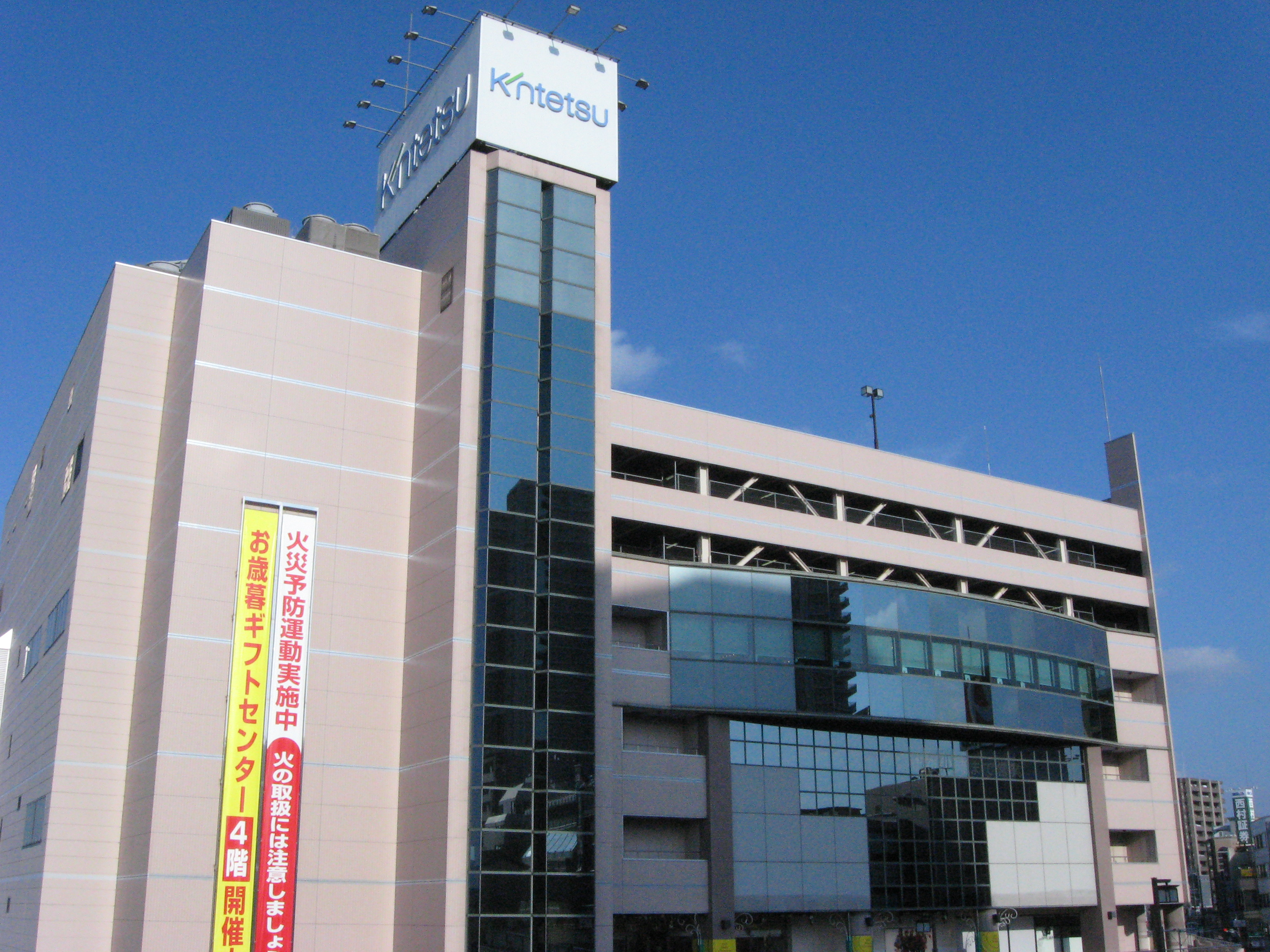
開業当時の姿

1997年（平成9年）7月30日に、開業日は9月5日と発表された。
店内は30代以上の団塊、ポスト団塊世代を視野に都市型ファッションを揃えることにした。2階にはファミリー向けの4ブランドをそろえた「ファミリーコーディネート」(520m2)を設け、スーパーと同様のセルフ方式の生鮮食品売場や現金ポイントカードを設ける。若者向けの西武百貨店大津店やJR京都伊勢丹に対し、これらの施策でファミリー向けの店舗で地域密着型の百貨店を目指し、初年度の売り上げ目標は120億円に設定していた。滋賀県南部の半径約20kmを商圏として、将来的には京都近鉄百貨店（京都店）との連携も視野に入れ、4年で経常黒字化、8年で累積一掃ができるとした。
1997年9月5日に開業を迎えた。初日の入店客数は予測を20%上回って約27,000人に上った。開業記念イベントとして、9月中旬まではファッション分野を中心にセールを行う。直後の同月11日には京都駅ビルにJR京都伊勢丹のオープンが控えており、京滋地区の流通競争が一層激しさを増すことになった。

### 京都近鉄百貨店グループ各店舗の比較
|              | 京都近鉄百貨店 京都店 | 草津近鉄百貨店                                | 京都近鉄百貨店 岐阜店 （岐阜近鉄百貨店）    | イマージュ                                                        |
| ------------ | --- | --------------------------------------------- | ------------------------------------------- | ----------------------------------------------------------------- |
| 開店         | 1920年1月1日 | 1997年9月5日                                  | 1930年6月                                   | 1991年11月22日                                                    |
| 建物         | 地上8階地下3階 | 地上7階地下1階                                | 地上8階地下1階                              | 地上6階地下1階                                                    |
| 延床面積     | 65,992.73m2 | -                                             | 16,000                                      | -                                                                 |
| 商業施設面積 | 38,700m2 | 23,106m2                                      | 12,600m2                                    | 3,900m2                                                           |
| 形態         | 百貨店 | 百貨店                                        | 百貨店                                      | ファッションビル                                                  |
| 年商         | 361億円（1999年2月期） | 128億円（1997年度）                           | 110億円（1998年2月期）                      | -                                                                 |
| 住所         | 京都府京都市下京区東塩小路町                                                                                               | 滋賀県草津市渋川1-1-50                        | 岐阜県岐阜市柳ヶ瀬1-12                      |                                                                   |
| 駅からの距離 | 地下鉄京都駅2番出口直結 JR京都駅中央口より徒歩3分                                                                          | JR草津駅東口に直結                            | 新岐阜駅から850m JR岐阜駅から1200m          | 岐阜近鉄からさらに約100m                                          |
| 駐車場       | 1800台 | 604台                                         | 直営110台+特約駐車場700台                   | 直営110台+特約駐車場700台                                         |
| 駐車場料金   | 有料 | 有料(条件を満たせば無料)                      | 有料                                        | 有料                                                              |
| 駐車場形態   | 自走式地下駐車場+平面駐車場                                                                                                | 自走式立体駐車場                              | 機械式タワー駐車場                          | 機械式タワー駐車場                                                |
| その他       | 2000年3月24日から複合商業施設「プラッツ近鉄」 2001年2月28日から近鉄百貨店京都店 2007年2月28日閉店 2010年以降は京都ヨドバシ | 近鉄百貨店草津店として存続 滋賀県唯一の百貨店 | 1999年9月30日閉鎖 現在は中日新聞社 岐阜支社 | ミニシアター併設 2001年6月「柳ヶ瀬ビル」経営破綻 翌月に当館も閉鎖 |

※近鉄百貨店枚方店（旧・枚方近鉄百貨店、2012年2月28日閉店）は草津と異なり「丸物」として開業したが、カトレヤカードなどのサービスは無く、当店の開店時点では京都近鉄百貨店との関係は薄かったため、ここに記載しない。

草津近鉄百貨店は京都近鉄百貨店と別会社だが、当店のある滋賀県を挟み、京都府・滋賀県・岐阜県と東海道本線沿いの百貨店が一体運営されており、クレジットカード「カトレヤカード」の使用などが可能だった。この中で京都近鉄百貨店が運営していた2店舗はいずれも近鉄グループ入りする前に中林仁一郎が「京都物産館」「物産館」時代に出店した歴史の長い店だが、先に近鉄百貨店の直営に移行した京都店は2007年（平成19年）、直営とならなかった岐阜近鉄百貨店（京都近鉄百貨店岐阜店）に至っては当店の出店からわずか2年後の1999年（平成11年）9月末に閉店した。もっとも新しい当店のみが府県内の他の百貨店より有利で、存続するに至った。

### 運営主体の移行
売上は好調なものの、仕入れを独自に行うなどコストがかさみ、運営会社の草津近鉄百貨店は債務超過に陥った。このため、2003年（平成15年）3月1日に中部近鉄百貨店と合併し、四日市店や近鉄パッセと同じ中部近鉄百貨店の1店舗となった。6年後の2009年（平成21年）3月1日 に近鉄百貨店の直営店となり、出店計画以来、ようやく近鉄百貨店の直営店となった。

### 2009年の改装
運営主体が近鉄百貨店となった直後の3月5日に改装オープンした。30歳代から40歳代の働く女性をターゲットにする婦人服「アンタイトル」「インディヴィ」など7ブランド、婦人雑貨「ヴァンドーム青山」、食品売場には地元滋賀県のウナギ・川魚料理「西友」と和菓子「清閑院」が新たに出店している。

### タウンセンター型へのリモデル
平成後期になると、ショッピングモール同士の競争が激化したこともあって売上が微減傾向となり、閉店報道こそないものの、専門店の誘致については幾度か報道があった。2018年度（平成30年度）には従来型の百貨店から百貨店と専門店の複合型店舗への移行を目指し、段階的にリニューアルを開始することになる。
滋賀県初出店となる「成城石井」などのフランチャイズ方式での展開、「TSUTAYA BOOKSTORE」などの専門店誘致、食品を中心に滋賀県の産品を展開する「近江路」コーナーのオープンなどを行い、2020年（令和2年）2月21日には東急ハンズ（現：ハンズ）と協業して地域の魅力を発信する「プラグス マーケット(Plugs Market)」が開業し、あわせて2階のリニューアルが完了した。同日にはこれを記念して特設ステージで滋賀県知事の三日月大造（滋賀県知事）や木村成一（東急ハンズ社長）、秋田拓士（近鉄百貨店社長）、首藤恭子（近鉄百貨店草津店 店長）などによる式典を行った。
また、2020年8月31日に西武大津店が閉店したため、滋賀県内唯一の百貨店となっている。
翌2021年には滋賀県内で初となる三井住友銀行が3階に出店した。金融機関の支店では日本初のシャッターを設置していない店舗で、西日本の同行の店舗では初めてのキャッシュレス店舗となっているのが特徴である。

## フロア構成

### 2021年現在
| 階      | フロア構成                         | 主なテナント・施設など               |
| ------- | ---------------------------------- | ------------------------------------ |
| 屋上    | 駐車場                             | 駐車場                               |
| 7階     | 駐車場                             | 駐車場                               |
| 6階     | 駐車場                             | 駐車場                               |
| 5階     | レストラン街・サービスサロン       | 馬渕教室                             |
| 4階     | 子供服・教養用品・家庭用品         | TSUTAYA BOOKSTORE 「びわもくひろば」 |
| 3階     | 婦人ファッション・紳士ファッション | 三井住友銀行                         |
| 2階     | 婦人用品・婦人ヤングファッション   | プラグスマーケット JR草津駅連絡口    |
| 1階     | 食品                               | 「近江路」 成城石井                  |
| 地下1階 | 駐輪場                             | 駐輪場                               |

### 全館リモデル前
| 階      | フロア構成                         | 主なテナント・施設など |
| ------- | ---------------------------------- | ---------------------- |
| 屋上    | 駐車場                             | 駐車場                 |
| 7階     | 駐車場                             | 駐車場                 |
| 6階     | 駐車場                             | 駐車場                 |
| 5階     | レストラン街・サービスサロン       | 馬渕教室               |
| 4階     | 子供服・教養用品・家庭用品         | 催事場 あおい書店      |
| 3階     | 婦人ファッション・紳士ファッション | 近畿日本ツーリスト     |
| 2階     | 婦人用品・婦人ヤングファッション   | JR草津駅連絡口         |
| 1階     | 食品                               | パントリーなど         |
| 地下1階 | 駐輪場                             | 駐輪場                 |

5階の一部も駐車場となっている。

### 食品フロア
同じ滋賀県に所在した西武大津店と同様、地下1階ではなく1階に所在するのが特徴。たねやが当店に「クラブハリエ」1号店を出した。大阪市に所在する工場からの配送時間の関係で、551蓬萊の常設店は当店が最東端である。

## 店舗周辺
先述のように当店の周辺は滋賀県内有数の商業地域である。

### 草津駅東口
- エルティ932・ガーデンシティ草津
  - 阪急オアシス草津店 - 阪急百貨店系列の食品スーパーで滋賀県唯一の店舗。
- くさつ平和堂 - 平和堂にとって、彦根市外初の店舗であり、2号店となった。
- 旧草津宿本陣（東海道五十三次）
- 草津市役所
- 草津警察署

### 草津駅西口
- エイスクエア（大型ショッピングモール）
  - アル・プラザ草津
- 草津郵便局

### 駅周辺以外
- イオンモール草津